# Pizza (歌曲)
《Pizza》是荷兰DJ兼音乐制作人马丁·盖瑞斯创作的歌曲。歌曲于2017年8月25日通过戳印唱片发行，并于同日在盖瑞斯出席的2017年明日世界电子音乐节上进行首秀。

## 背景
盖瑞斯在2017年明日世界电子音乐节的闭幕曲中首次展示了《Pizza》。2017年7月30日，一名歌迷在推特上向盖瑞斯询问歌曲名，盖瑞斯回答说：“歌名其实叫《披萨》。”（It's actually called Pizza.）2017年8月10日，他在伊维萨岛表演的回顾视频中，使用了《Pizza》作为背景音乐。2017年8月14日，在回复一位要求新音乐的歌迷时，他在推特上宣布将在未来两周内发布这首歌。他称这首歌是专门为明日世界电子音乐节而创作的。2017年8月16日，盖瑞斯分享了这首歌的录音室版本，这是他在荷兰阿姆斯特丹的工作室录制，他将标题取为“今天完成这首歌（我希望）”（"Finishing this song today (I hope),"）。他在2017年8月20日回复一位粉丝时透露了这首歌的发行日期，当时粉丝问他是否完成制作。第二天，他分享了《Pizza》的官方预告片。

## 评价
马修·梅多德（Matthew Meadow）在为《Your EDM》撰文时，形容《Pizza》是“一首真正的渐进浩室赞歌”和“最纯粹、最有旋律的渐进浩室”。他认为这首歌的名字“相当老土”，但它“用巨大的踢踏、有力的鼓声、巨大的和弦和优美的旋律鼓舞了听众”，并且“展示了盖瑞斯作为制作人所代表的一切”。同出版社的卡莉·鲍威尔（Karlie Powell）称这首歌为“欢快的曲调”，而且歌曲名称“更像奶酪等的美味佳肴”。《EDM Sauce》的格蕾丝·韦德（Grace Wade）认为这首歌“时而有明显的踢踏声和流畅的旋律”。同样来自《EDM Sauce》的埃里克表示，这首歌“无疑是马丁迄今为止最出色的作品之一”。《Bagin Beats》的拉吉里希·穆尔蒂（Rajrishi Murthi）称之为“华丽的收尾曲”，并写道“它散发出标志性的渐进浩室音乐，帮助制作人在舞曲音乐领域家喻户晓”。

## 榜单
| 榜单（2017年）                               | 最高排名 |
| -------------------------------------------- | -------- |
| 瑞典（瑞典最熱榜）                           | 12       |
| 瑞士（瑞士热门音乐榜）                       | 85       |
| 美國（《告示牌》Hot Dance/Electronic Songs） | 30       |